# Рут Негга
Рут Негга (Нейга, англ. Ruth Negga [ˈneɪɡə]; нар. 7 січня 1982, Аддис-Абеба, Ефіопія) — ефіопська та ірландська акторка. 
Народилася в сім'ї лікаря-ефіопа та медсестри-ірландки, з чотирьох років жила у Великій Британії. Закінчила Триніті Коледж (Дублін).

## Фільмографія
| Рік       |    | Українська назва         | Оригінальна назва       | Роль                                     |
| --------- | -- | ------------------------ | ----------------------- | ---------------------------------------- |
| 2004      | ф  |                          | Capital Letters         | Тайво                                    |
| 2004      | с  | Лікарі                   | Doctors                 | Ванда Гаррісон (серія «The Replacement») |
| 2004      | с  |                          | Love is the Drug        | Ліза Шірін (4 серії)                     |
| 2005      | ф  | Сніданок на Плутоні      | Breakfast on Pluto      | Чарлі                                    |
| 2005      | ф  | Ізоляція                 | Isolation               | Мері                                     |
| 2005      | ф  | Бути Стенлі Кубриком     | Colour Me Kubrick       | Лоліта                                   |
| 2008      | с  | Кримінальне правосуддя   | Criminal Justice        | Мелані Ллойд (1 серія)                   |
| 2009      | с  | Особисті справи          | Personal Affairs        | Доріс Сіддікі (головна роль)             |
| 2010      | с  | П'ять дочок              | Five Daughters          | Рошель (міні-серіал)                     |
| 2010—2011 | с  | Любов/Ненависть          | Love/Hate               | Розі (1 та 2 серії)                      |
| 2010      | с  | Покидьки                 | Misfits                 | Ніккі (2 серії)                          |
| 2010      | с  | Різдво                   | The Nativity            | Лея (головна роль)                       |
| 2011      | тф | Ширлі                    | Shirley                 | Ширлі Бессі                              |
| 2012      | ф  | Самаритянин              | The Samaritan           | Іріс                                     |
| 2012      | с  |                          | Secret State            | Агнес Еванс (міні-серіал)                |
| 2013      | ф  | Всесвітня війна Z        | World War Z             | доктор ВООЗ                              |
| 2013      | ф  | 12 років рабства         | 12 Years a Slave        | Селеста (сцену видалено)                 |
| 2013      | ф  | Джимі Гендрікс           | Jimi: All Is by My Side | Іда                                      |
| 2013—2018 | с  | Агенти Щ.И.Т.            | Agents of S.H.I.E.L.D.  | Райна (18 серій)                         |
| 2014      | ф  | Благородний              | Noble                   | Джоан                                    |
| 2014      | ф  |                          | Of Mind and Music       | Джессіка                                 |
| 2014      | вг | Dark Souls II            | Dark Souls II           | Шаналотта (озвучення)                    |
| 2015      | ф  | Йона                     | Iona                    | Йона                                     |
| 2016      | ф  | Лавінг                   | Loving                  | Мілдред Лавінг                           |
| 2016      | ф  | Warcraft: Початок        | Warcraft                | Леді Тарія                               |
| 2016—2019 | с  | Проповідник              | Preacher                | Туліп О'Хара (43 серії)                  |
| 2019      | ф  | До зірок                 | Ad Astra                | Хелен Лантос                             |
| 2020      | мф |                          | Angela's Christmas Wish | мама (озвучення)                         |
| 2021      | ф  | Поміжжя                  | Passing                 | Клер Белью                               |
| 2023      | ф  |                          | Good Grief              | Софі                                     |
| 2024      | с  | Презумпція невинуватості | Presumed Innocent       | Барбара Сабіч (головна роль)             |

## Нагороди та номінації
| Нагорода                       | Рік  | Категорія                          | Робота  | Результат |
| ------------------------------ | ---- | ---------------------------------- | ------- | --------- |
| Оскар                          | 2018 | Найкраща жіноча роль               | Лавінг  | Номінація |
| BAFTA Film Awards              | 2017 | Зірка, яка сходить                 | Н/Д     | Номінація |
| BAFTA Film Awards              | 2022 | Найкраща жіноча роль другого плану | Поміжжя | Номінація |
| Золотий глобус                 | 2017 | Найкраща жіноча роль — драма       | Лавінг  | Номінація |
| Золотий глобус                 | 2022 | Найкраща жіноча роль другого плану | Поміжжя | Номінація |
| Премія Гільдії кіноакторів США | 2022 | Найкраща жіноча роль другого плану | Поміжжя | Номінація |
| AACTA International Awards     | 2017 | Найкраща жіноча роль               | Лавінг  | Номінація |
| Незалежний дух                 | 2017 | Найкраща акторка                   | Лавінг  | Номінація |
| Незалежний дух                 | 2022 | Найкраща акторка другого плану     | Поміжжя | Перемога  |